# Bezirksgemeinde Aizkraukle
Die Bezirksgemeinde Aizkraukle (lettisch Aizkraukles novads) – wie alle Novadi Lettlands in rechtlichem Sinne eine Großgemeinde – liegt im Süden Lettlands. Sein Verwaltungssitz ist in Aizkraukle.
Die Bezirksgemeinde entstand im Rahmen einer Verwaltungsreform zum 1. Juli 2021 durch den Zusammenschluss des alten Bezirks Aizkraukle mit den Bezirken Jaunjelgava, Koknese, Nereta, Pļaviņas und Skrīveri, sodass er dem Kreis Aizkraukle entspricht, der bis 2009 Bestand hatte, abzüglich der Gemeinden Kurmene und Valle.

## Geografie
Das Gebiet grenzt im Süden an Litauen, im Westen an die Bezirksgemeinde Bauska, im Nordwesten an die Bezirksgemeinde Ogre, im Nordosten an die Bezirksgemeinde Madona und im Osten an die Bezirksgemeinde Jēkabpils.
Mittig im Bezirk fließt von Ost nach West die Düna mit dem Stausee Pļaviņas (Pļaviņu ūdenskrātuve), im Nordosten ist ihr Nebenfluss Aiviekste die Grenze zum Bezirk Jēkabpils. Die Mēmele bildet im Süden auf einem langen Abschnitt die Grenze zu Litauen.

## Gliederung
Die Bezirksgemeinde umfasst die 4 Städte (pilsētas) Aizkraukle, Jaunjelgava, Koknese und Pļaviņas sowie 18 Gemeinden (pagasti):
| - Aiviekste - Aizkraukle (Land) - Bebri - Daudzese - Irši - Jaunjelgava (Land) | - Klintaine - Koknese (Land) - Mazzalve - Nereta - Pilskalne - Sece | - Sērene - Skrīveri - Staburags - Sunākste - Vietalva - Zalve |

## Verkehr
Durch den Bezirk verläuft die Staatsstraße A6 von Riga nach Pāternieki an der Grenze zu Belarus. Die Bahnstrecke Riga-Daugavpils durchquert das Gebiet mit Bahnhöfen in Skrīveri, Aizkraukle, Koknese und Pļaviņas. Von ihr zweigt eine Strecke nach Gulbene ab, allerdings ohne Haltepunkte im Bezirk. Im südlichen Teil verläuft die Bahnstrecke von Jelgava nach Krustpils mit Bahnhöfen in Menta, Daudzeva und Sece.

## Nachweise
1. ↑  Law on Administrative Territories and Populated Areas, likumi.lt, abgerufen am 14. September 2021